# 1-triacontanolo
L'1-triacontanolo è un alcol grasso saturo a catena lineare di formula bruta C30H62O, noto anche come alcol miricilico o alcol melissico.
Questo alcol è presente in natura nelle cere cuticolari e nella cera d'api.
Il triacontanolo è un biostimolante per molte piante, principalmente per le rose, nelle quali induce un rapido aumento del numero dei getti basali.